# Tholdalagi Mihály (erdélyi főúr, 1580 k. – 1642)
Nagyercsei és gelencei Tholdalagi Mihály (Nagyercse, 1580-as évek – Gyulafehérvár, 1642. március 24.) erdélyi főúr, naplóíró, portai ügyvivő (1614 – 1615), követ, Marosszék főkapitánya (1633–1642), az Erdélyi Országgyűlés és az Erdélyi Fejedelmi Tábla elnöke (kisebb megszakításokkal 1635–1642), tanácsúr,  Bethlen Gábor, Brandenburgi Katalin és I. Rákóczi György diplomatája. Első felesége gelencei Miháltz Erzsébet.  Második felesége Petki Erzsébet (1605–1647 előtt). Unitárius vallású volt, majd áttért a katolikus vallásra.

## Életpályája

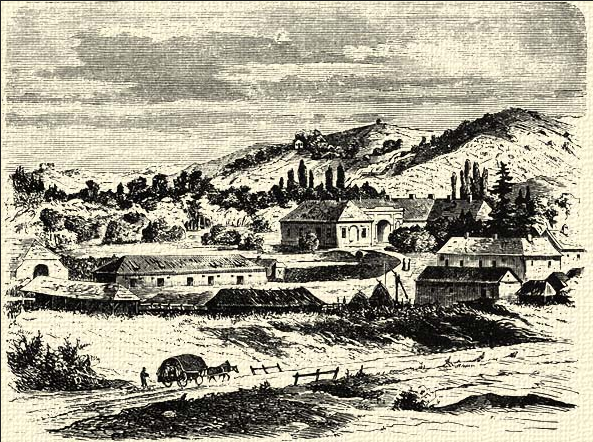
Tholdalagi-kastély (Koronka)

Apja Toldalagi Balázs, anyja Bessenyei Borbála volt.
1603-ban Székely Mózes küldötteként Giorgio Basta emberei elfogták. Mivel életével és vagyonával kezeskedett azért, hogy elpártol Székely Mózestől, Basta elbocsátotta. Ennek ellenére részt vett a brassói csatában, ahol Radu Şerban havasalföldi fejedelem fogságába esett. 1614–15-ben ismét portai ügyvivő, 1633-tól a fejedelmi tábla ülnöke volt; ugyanettől az évtől haláláig viselte a marosszéki főkapitány tisztséget.
1622-ben a török porta és a lengyelek között közvetített. 1624-ben Marosszék főkapitánya és a konstantinápolyi követség tagja volt. 1625-ben illetve 1627-ben a szőnyi békekötésben vett részt. 1628 tavaszán, majd őszén a török Portán tárgyalt a svéd szövetségről.
1630-ban I. Rákóczi Györgyöt szolgálta, portai követként az ő jogait védte Bethlen István ellenében. 1635-től haláláig az erdélyi fejedelmi tanács tagja, a fejedelmi tábla és az országgyűlés elnöke volt; ezt a tisztséget Haller Istvánnal váltakozva töltötte be. 1638-ban ő elnökölt a dési terminusnak nevezett perben, ahol a szombatosokat fej- és jószágvesztésre ítélték. 1639-től Udvarhelyszék főkapitánya is. 1640. július 31-én Erdőszentgyörgyön  tartotta  lakodalmát második feleségével, Petki Erzsével, amelyen részt vett I. Rákóczi György, Erdély fejedelme, a moldvai és a havasalföldi vajda követe is.
Gyulafehérváron, a római katolikus székesegyházban temették el.  Tholdalagi Mihálynak és első feleségének, Gelenczei Miháltz Erzsébetnek életnagyságú portréi a székelyudvarhelyi Haáz Rezső Múzeumban találhatók.

## Diplomáciai küldetései
- Állandó ügyvivő a Török Portán (1614-1615) [14]
- Bethlen Gábor erdélyi fejedelem követe a budai basához 1615-ben.[15]
- Balassi Ferenccel és Korlát Istvánnal Bethlen Gábor fejedelem követe a Török Portához 1619-ben.[16]
- Balassi Ferenccel, Dóczi Istvánnal, Rimai Jánossal Bethlen Gábor erdélyi fejedelem  portai követe 1620-ban.[17]
- Bethlen Gábor erdélyi fejedelem követe Deák Menhet basához, Landor-Fejérváron 1621-ben.[18]
- Bethlen Gábor erdélyi fejedelem követe a portán 1623-ban  [19]
- Bethlen Gábor erdélyi fejedelem követe a portán 1624-ben  [20]
- Bethlen Gábor erdélyi fejedelem követe Kamuti Farkassal és Borsos Tamással Budára 1624-ben [20]
- 1625-ben Kamuthy Farkassal és Borsos Tamással részt vesz a török és a császár közötti hidasgyarmati tárgyalásokon.[21]
- 1626-ban portai követségben jár Borsos Tamással.[21]
- 1627-ben a császár és a Porta közötti tárgyalásokon vett részt.[21]
- 1632 február elején Brandenburgi Katalin Tholdalagi Mihályt és Serédyt a török portára küldi azzal a feladattal, hogy Gusztáv Adolf svéd király portai követét, Strassburg Pált támogassák.[22]
- Tholdalagi Mihály vezeti az Erdélyi Fejedelemség követeit Budára 1632 szeptember-októberében [23]
- Tholdalagi Mihály követsége a Budai Basához 1633 szeptember-október havában.[24]

## Művei
- Emlékirata (Erdélyi Történelmi Adatok I. 223–243. és innen: Erdély Öröksége IV. 47–64.)
- Bővebb követi naplói 1613–1615. és 1619. évi konstantinápolyi útjáról. (Kiadta Szilágyi Sándor: Történelmi Tár 1881. 1–11.[25] és 1882. 470–475.[26])
- Naplója a szőnyi béketárgyalásokon való részvételéről (Kiadta Salamon Ferenc: Két magyar diplomata a XVII. században. Pest, 1867.)
- Tholdalagi Mihálynak fejedelem Bethlen Gábor által rendeltetett Konstancinápoli követségéről való naplója 1628. Octob. 15-dikétől 1628. Febr.20-káig (Kézirat)[9]